# Серхий Шаптала
Серхий Олександрович Шаптала (на украински: Сергій Олександрович Шаптала) е началник на Генералния щаб на Украйна с чин генерал-лейтенант. Назначен е на тази длъжност на 28 юли 2021 г.

## Биография
Серхий Олександрович Шаптала е роден през 1973 г. в Костянтинивка, Черкаска област.
Шаптала получава образованието си във военно училище в столицата. Първата си ръководна длъжност заема на 40-годишна възраст.
През 2013 г. става командир на 300-и Черновицки отделен механизиран полк. Когато през 2014 г. избухва войната в Източна Украйна, той е назначен за командир на 128-а планинска пехотна бригада в Мукачево.
Бъдещият началник на Генералния щаб е участвал пряко в боевете в Донбас, особено в сраженията за Дебалцево през 2015 г.
През 2018 г. петият президент на Украйна Петро Порошенко издава указ, с който повишава Серхий Шаптала в чин генерал-майор.
От 2017 до 2020 г. военният служител е началник на щаба на Южното оперативно командване. А през 2020 г. поема поста командир на войските в Оперативно командване „Захид“.
Сергей Шаптала има съпруга, Оксана, и син, Владислав.

## Награди
- Серхий Шаптал е получил две държавни награди. През 2015 г. е удостоен със званието „Герой на Украйна“ с орден „Златна звезда“.[2]
- През същата година Шаптал е награден с орден „Богдан Хмелницки“ III степен.[2]